# Harald Öhquist
Harald Öhquist (né le 1er mars 1891 à Helsinki et mort le 10 février 1971) était un lieutenant-général de l'armée finlandaise pendant la Seconde Guerre mondiale. Il s'est enrôlé dans les Jägers finlandais avant d'être promu au rang de major-général lors de la guerre civile finlandaise.
En 1930 il devient commandant de l'armée sur l'isthme de Carélie et participera à la guerre d'Hiver durant laquelle il avait sous ses ordres le 2e Corps finlandais.
En 1949, il publie le livre Talvisota minun näkökulmastani (La Guerre d'Hiver de mon point de vue). Deux ans plus tard, il prend sa retraite.